# شيماء ميدي
شيماء ميدي (مواليد 1 فبراير 1996)  هي لاعبة كاراتيه جزائرية. فازت بالميدالية الذهبية في منافسة وزن 61 كيلوغرام [الإنجليزية] للسيدات في دورة الألعاب الأفريقية 2019 التي أقيمت في الرباط بالمغرب.
كما فازت بإحدى الميداليات البرونزية في منافسة فريق السيدات كوميتيه في دورة الألعاب الأفريقية 2019.
في يونيو 2021، شاركت في بطولة التصفيات الأولمبية العالمية ‏ التي أقيمت في باريس بفرنسا على أمل التأهل إلى دورة الألعاب الأولمبية الصيفية 2020 في طوكيو، اليابان. في نوفمبر 2021، شاركت في منافسة وزن 61 كيلوغرام [الإنجليزية] للسيدات في بطولة العالم للكاراتيه ‏ التي أقيمت في دبي، الإمارات العربية المتحدة. 
فازت بالميدالية الذهبية في منافسة وزن 61 كيلوغرام [الإنجليزية] سيدات في ألعاب البحر الأبيض المتوسط 2022 التي أقيمت في وهران بالجزائر. وانتصرت في النهائي على التونسية وفاء محجوب.

## إنجازات
| سنة  | منافسة                              | مكان           | مرتبة | حدث                         |
| ---- | ----------------------------------- | -------------- | ----- | --------------------------- |
| 2019 | دورة الالعاب الافريقية [الإنجليزية] | الرباط، المغرب | الأول | كوميتيه 61 كلغ              |
| 2022 | العاب البحر المتوسط                 | وهران، الجزائر | الأول | كوميتيه 61 كلغ [الإنجليزية] |